# 5598 Carlmurray
5598 Carlmurray è un asteroide della fascia principale. Scoperto nel 1991, presenta un'orbita caratterizzata da un semiasse maggiore pari a 2,1903316 UA e da un'eccentricità di 0,1133507, inclinata di 5,04482° rispetto all'eclittica.